# گلف (کالیفرنیا)
گلف (به انگلیسی: Gulf) یک منطقهٔ مسکونی در ایالات متحده آمریکا است که در شهرستان کرن، کالیفرنیا واقع شده‌است. گلف ۸۹ متر بالاتر از سطح دریا واقع شده‌است.